# El Ogla, El Oued
El Ogla là một đô thị thuộc tỉnh El Oued, Algérie. Dân số thời điểm năm 2002 là 4.715 người.